# Horst Ziebell
Horst Ziebell (* 14. November 1927 in Dramberg; † 17. August 2007 in Bad Oldesloe) war ein deutscher Sonderpädagoge und Schulleiter.

## Leben und Wirken
Der aus Pommern stammende Ziebell war ein Sohn des Behördenangestellten Paul Ziebell und dessen Ehefrau Hedwig, geborene Müller. Den Besuch der Ratsschule in Stettin bis Ende 1944 musste er aufgrund des Reichsarbeitsdienstes und des Militärdienstes und britischer Gefangenschaft aussetzen. Die Familie floh nach Lübeck,  wo Ziebell im März 1947 am Katharineum das Reifezeugnis erhielt. Von 1948 bis zum 17. März 1950 studierte er Pädagogik für Volksschullehrer an der Pädagogischen Hochschule Kiel. Nach der Ersten Lehrerprüfung unterrichtete er an Hilfsschulen in Schleswig-Holstein und Hamburg, wo er im März 1953 die Zweite Lehrerprüfung ablegte.
Ziebell, der in Hamburg mit seiner Frau Lucie, geborene Thiele lebte, unterrichtete danach anfangs als Sonderschullehrer an der Hilfsschule Burgstraße in Hamburg-Borgfelde. Begleitend hierzu belegte er von 1953 bis 1955 einen neu eingerichteten sonderpädagogischen Zusatzstudiengang. An der Hammer Schule übernahm er eine „Vorklasse“ für Kinder mit schweren, meist geistigen Behinderungen. Obwohl die Nachfrage nach derartigen Unterrichtsformen groß war, bestanden zu dieser Zeit derartige Vorklassen nur an vier Hamburger Hilfsschulen. Da behinderte Kinder als nicht lern- und schulpflichtig angesehen wurden, zögerte die Hamburger Schulverwaltung, weitere Klassen für solche Schüler einzurichten.
Am 12. Februar 1960 lud Ziebell Eltern geistig behinderter Kinder in seine Schule ein. Während der von ihm geleiteten Versammlung gründeten sie die Lebenshilfe Hamburg. Im Mai desselben Jahres trafen sich in der Aula der Fremdsprachenschule erneut viele Eltern. Diese forderten vehement, geistig behinderten Kindern ein Recht auf Schulbesuch einzuräumen. Die Hamburger Schulbehörde kam diesen Forderungen im Herbst 1960 nach. Sie folgte damit dem Beispiel Münchens, wo zuvor zwei Behindertenschulen eröffnet worden waren. Die Behörde beauftragte Ziebell damit, diese erste staatliche Lehreinrichtung in Hamburg aufzubauen, deren Leitung er 1961 übernahm.
Die Schule eröffnete am 5. April an der Elbchaussee 99. Den drei Klassen mit anfangs 23, wenig später 36 Schülern standen anfangs nur den Bedürfnissen der Schüler nicht angemessene Räumlichkeiten zur Verfügung. Die Schule hatte drei Lehrer, eine Jugendleiterin und eine Kindergärtnerin. Ziebell schlug vor, ihr den Namen „Heilpädagogische Tagesschule“ zu geben. Ab 1963 richtete die Schulbehörde, Ziebells Modell folgend, sechs weitere derartige Schulen ein. Die Schule an der Elbchaussee erhielt aufgrund steigender Schülerzahlen 1963 eine Filialschule in der Notkestraße 23. Einen den Anforderungen genügenden Neubau erhielt sie im November 1974 im Kielkamp 16 als „Sonderschule für Geistigbehinderte Kielkamp“.

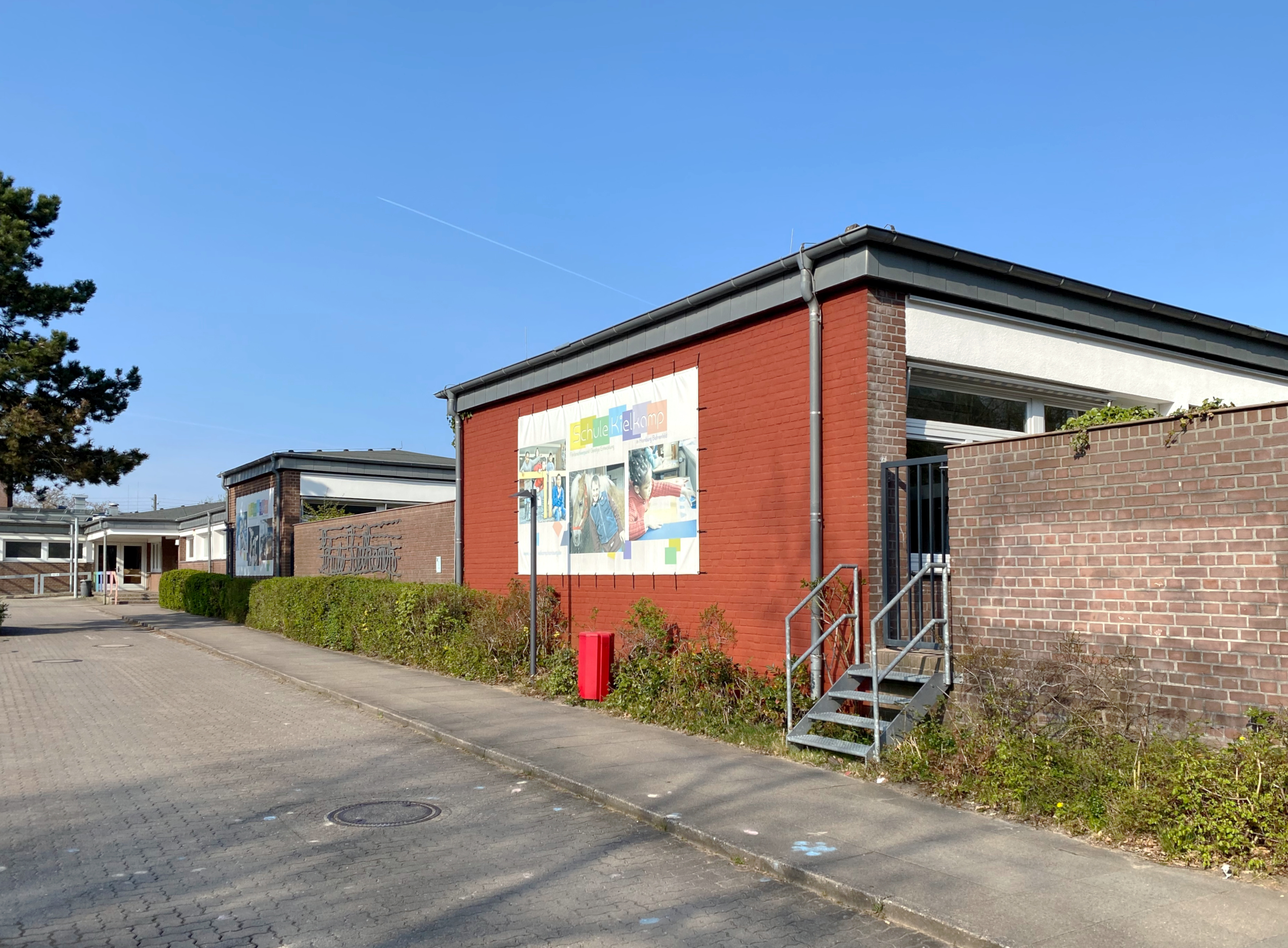
Schule am Kielkamp (2020)

Ostern 1964 bekam die Schule in der Notkestraße sogenannte „Kö-Klassen“ für Kinder, die nicht nur geistig, sondern auch körperlich behindert waren. Die Schule im Kielkamp richtete solche Klassen 1975 ein. Da diese Schule ausreichend Platz bot, übernahm sie 1977 die Schüler vom Standort Notkestraße, der daraufhin schloss.
Horst Ziebell erarbeitete in seiner Zeit als Schulleiter nicht nur die Organisation der Schulen, sondern schuf, basierend auf einem ganzheitlichen Menschenbild, als Erster pädagogische Konzepte für Behindertenschulen. Als Voraussetzung hierfür erachtete er die Kooperation von Eltern und Schule. Er sah es als primäres Ziel der Schule an, geistig behinderten Kindern zur Gemeinschaftsfähigkeit zu verhelfen. Durch praktische Tätigkeiten wollte er ihnen ein möglich selbstständiges Leben ermöglichen mit dem Ziel, einen kleinen Beitrag zu ihrem eigenen Lebensunterhalt leisten zu können. Daher konzipierte er einen praxisorientierten Ganztagsunterricht.
Da noch keine geeigneten Konzepte existierten, schrieb Ziebell in einer Kommission mit Oberschulrat Otto Hattermann, Schulleiterin Gerda Luscher und Professorin Ursula Hagemeister einen ersten verbindlichen Lehrplan für Behindertenschulen. Auf Bundesebene der Lebenshilfe engagierte er sich in dessen pädagogischen Ausschuss. Dort erarbeitete er Texte mit, die Empfehlungen für Erziehung und Unterricht an Sonderschulen für geistig Behinderte gaben. Diese erschienen 1965 und 1966. Als Lehrbeauftragter der Universität Hamburg unterrichtete er Sonderpädagogik und übernahm die Studenten als Referendare an seiner Schule.
1989 ging Ziebell, der Wert auf Teamarbeit und ein Kollegium mit Lehrern aus unterschiedlichsten beruflichen Werdegängen und Ausbildungen legte, in den Ruhestand. Der Hamburger Senat verlieh ihm 1998 die silberne Medaille für treue Arbeit im Dienste des Volkes.